# Csak a testeden át!
A Csak a testeden át (eredeti cím: Over Her Dead Body) 2008-ban bemutatott amerikai romantikus filmvígjáték Jeff Lowell rendezésében. A főbb szerepekben Eva Longoria Parker, Paul Rudd és Lake Bell látható.

## Cselekmény
Henryt szörnyű tragédia éri, menyasszonya, Kate az esküvőjük napján balesetben meghal. Húga tanácsára Henry egy médiumhoz fordul, hogy beszélhessen Kate-tel. Meglepetésére nemcsak csinos nő a lélekbúvár, de a módszere is sajátos: a szerelem erejével gyógyít. Olyannyira, hogy rögtön egymásba szeretnek. 
Henry és Ashley boldogsága viszont nem tetszik Kate szellemének. Kísérteni kezd, feltett szándéka szétválasztani egymástól a szerelmeseket. Célja elérése érdekében semmitől sem riad vissza. Időközben viszont rájön, azért kellett a Földön maradnia, hogy Henryt boldoggá tegye és segítsen neki megtalálni az igazit.

## Szereplők
| Szerep | Színész             | Magyar hang    |
| ------ | ------------------- | -------------- |
| Kate   | Eva Longoria Parker | Pápai Erika    |
| Henry  | Paul Rudd           | Széles Tamás   |
| Ashley | Lake Bell           | Peller Anna    |
| Chloe  | Lindsay Sloane      | Németh Borbála |
| Dan    | Jason Biggs         | Hevér Gábor    |